# (230) Athamantis
(230) Athamantis ist ein Asteroid des inneren Hauptgürtels, der am 3. September 1882 vom deutschen Astronomen Leo Anton Carl de Ball an der Sternwarte Bothkamp bei Kiel entdeckt wurde. Dieser Asteroid wurde zufällig bei der Beobachtung von (12) Victoria gefunden. Es war de Balls einzige Asteroidenentdeckung.
Der Asteroid wurde benannt nach Helle, der Tochter von Athamas und Nephele, dem mythologischen Königspaar von Theben, und Schwester von Phrixos. Der Beiname Athamantis ist ihr Patronym. Da der Asteroid bei seiner Entdeckung relativ hell erschien, wurde die Namensgebung offensichtlich davon beeinflusst.

## Wissenschaftliche Auswertung
Aus Daten radiometrischer Beobachtungen im Infraroten vom April und Juni 1973 und September 1974 am Mauna-Kea-Observatorium auf Hawaiʻi und 1974 am Cerro Tololo Inter-American Observatory in Chile wurden für (230) Athamantis erstmals Werte für den Durchmesser und die Albedo von 111 bis 133 km und 0,08 bis 0,11 bestimmt. Radarastronomische Untersuchungen am Arecibo-Observatorium vom 2. bis 7. Oktober 1985 bei 2,38 GHz ergaben für den Asteroiden einen effektiven Durchmesser von 109 ± 14 km. Aus Ergebnissen der IRAS Minor Planet Survey (IMPS) wurden 1992 Angaben zu Durchmesser und Albedo für zahlreiche Asteroiden abgeleitet, darunter auch (230) Athamantis, für die damals Werte von 109,0 km bzw. 0,17 erhalten wurden. Aus einer Speckle-Interferometrie mit dem Telescopio Nazionale Galileo (TNG) am Roque-de-los-Muchachos-Observatorium auf La Palma am 29. und 30. September 2002 wurde für (230) Athamantis ein Durchmesser von etwa 128 km abgeleitet. Es wurden dabei keine Anzeichen für eine Duplizität gefunden. Mit hochaufgelösten Aufnahmen mit dem Adaptive Optics (AO)-System am Teleskop II des Keck-Observatoriums auf Hawaiʻi im Infraroten vom 28. Juni 2010 konnte ein äquivalenter Durchmesser von 115 ± 12 km abgeleitet werden.

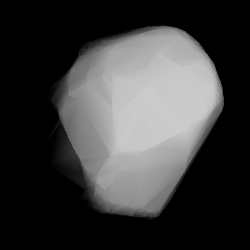
Berechnetes 3D-Modell von (230) Athamantis

Eine Auswertung von Beobachtungen durch das Projekt NEOWISE im nahen Infrarot führte 2011 zu vorläufigen Werten für den Durchmesser und die Albedo im sichtbaren Bereich von 109,0 km bzw. 0,17. Ein Vergleich von Daten, die von 1978 bis 2011 an der Sternwarte Ondřejov in Tschechien und am Table Mountain Observatory in Kalifornien gesammelt wurden, mit den Daten von NEOWISE bestätigte 2012 genau diese Werte. Nach neuen Messungen mit NEOWISE wurden die Werte 2014 auf 111,3 km bzw. 0,16 korrigiert. Nach der Reaktivierung von NEOWISE im Jahr 2013 und Registrierung neuer Daten wurden die Werte 2015 zunächst mit 99,9 km bzw. 0,23 angegeben und dann 2016 korrigiert zu 108,3 km bzw. 0,21, diese Angaben beinhalten aber alle hohe Unsicherheiten. Aus der Beobachtung von zwei Sternbedeckungen durch den Asteroiden konnte in einer Untersuchung von 2020 für (230) Athamantis ein Durchmesser von 114,0 ± 4,0 km bestimmt werden.
Photometrische Messungen des Asteroiden fanden erstmals 1963 in China statt. Aus den aufgezeichneten Lichtkurven, die jeden Tag nahezu gleich aussahen, wurde dort eine Periodizität von 7,996 h abgeleitet. Am Table Mountain Observatory in Kalifornien erfolgten vom 18. Juli bis 19. September 1974 während drei Nächten und dann ab 1978 in jedem Jahr neue Beobachtungen des Asteroiden, so am 23. Oktober und 8. November 1978, während fünf Nächten vom 18. Dezember 1979 bis 11. April 1980, vom 3. Juni bis 22. September 1981 und vom 21. September 1982 bis 8. Januar 1983 (sowie zusätzlich am 10. Januar am Osservatorio Astronomico di Torino in Italien). Die Beobachtungen bestätigten das täglich wiederholte Muster, aber bereits aus den Messdaten von 1978 konnte eine Periode von 8 Stunden sicher und eine solche von 12 Stunden wahrscheinlich ausgeschlossen werden. Stattdessen wurde eine Rotationsperiode von etwa 24 Stunden vorgeschlagen und dann auch mit den später erfolgenden Beobachtungen mit abgeleiteten Werten zwischen 23,986 und 24,006 h bestätigt. Eine weitere Beobachtung vom 22. April bis 26. März 1984 während fünf Nächten am Gila Observatory in Arizona führte in der Auswertung ebenfalls zu einer Periode von 23,99 h.
Aus den archivierten Lichtkurven wurden in einer Untersuchung von 1998 zwei alternative Lösungen für die Position der Rotationsachse mit retrograder Rotation sowie Abschätzungen für die Achsenverhältnisse eines dreiachsig-ellipsoidischen Gestaltmodells für den Asteroiden errechnet. Mit den von 1963 bis 1984 archivierten Daten aus dem Uppsala Asteroid Photometric Catalogue (UAPC) wurde dann in einer Untersuchung von 2003 erstmals ein dreidimensionales Gestaltmodell des Asteroiden für zwei alternative Positionen der Rotationsachse mit prograder Rotation und eine Periode von 23,9845 h bestimmt.

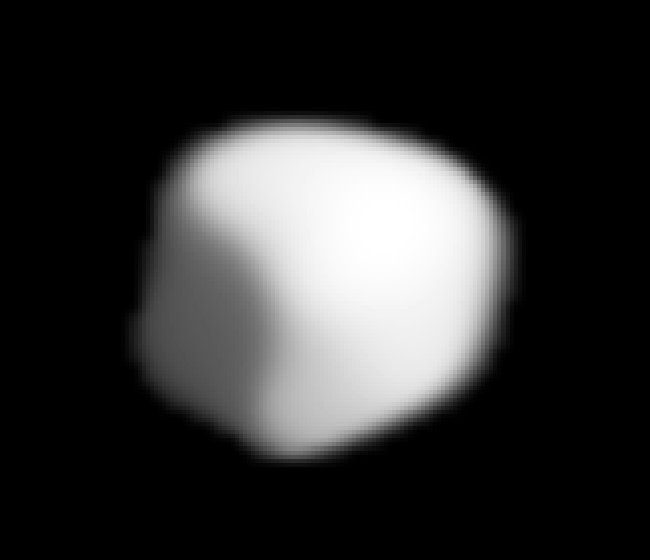
Aufnahme von (230) Athamantis durch das Very Large Telescope (VLT) am 26. September 2018

Abschätzungen von Masse und Dichte ergaben in einer Untersuchung von 2012 eine Masse von etwa 1,89·1018 kg und mit einem angenommenen Durchmesser von etwa 110 km eine Dichte von 2,69 g/cm³ bei einer Porosität von 19 %. Die Werte besitzen eine Unsicherheit von ±15 %.
Ein umfangreiches Programm der Europäischen Südsternwarte (ESO) zielte darauf ab, die 3D-Form und damit die Dichte von großen Hauptgürtel-Asteroiden zu ermitteln, um ihre Entstehung und Entwicklung besser zu belegen. Es wurden dazu mit dem SPHERE-Instrument am Very Large Telescope (VLT) des Paranal-Observatoriums in Chile hochauflösende Bilder von 42 großen (D > 100 km) Hauptgürtel-Asteroiden aufgenommen, darunter im Jahr 2018 auch (230) Athamantis. Neben hochaufgelösten Bildern des Asteroiden konnten in der finalen Auswertung 2022 unter anderem folgende Daten erfasst werden:
- Mittlerer Durchmesser 118 ± 2 km
- Abmessungen in drei Achsen (136 × 120 × 103) km
- Masse 2,3·1018 kg
- Dichte 2,7 g/cm³
- Albedo 0,15
- Rotationsperiode 23,98475 h
- Position der Rotationsachse mit prograder Rotation